# Julie Harrington
Julie Harrington (5 febbraio 1962) è un'ex tennista statunitense.

## Carriera
Nei tornei dello Slam si è avventurata per tre volte fino al terzo turno, nel 1979 a New York e nel 1981 a Parigi e nuovamente agli US Open. Ha raggiunto due finali nel circuito principale, la prima a Kyoto 1981 dove è stata sconfitta in due set dalla connazionale Kathy Rinaldi e la seconda a Bakersfield nel 1983 dove si arrese a Jennifer Mundel, grazie a quest'ultimo risultato è riuscita ad issarsi fino alla settantesima posizione mondiale.

## Statistiche

### Singolare

#### Finali perse (2)
| Numero | Anno | Torneo                                | Superficie | Avversaria in finale | Punteggio |
| 1.     | 1981 | Borden Classic, Kyoto                 | Cemento    | Kathy Rinaldi        | 1–6, 5–7  |
| 2.     | 1983 | Northern California Open, Bakersfield | Cemento    | Jennifer Mundel      | 4–6, 1–6  |